# Chevrolet Van
Chevrolet і GMC G-Series — фургони, що виготовлялись компанією General Motors в Північній Америці. Вони знаходяться в тому ж класі транспортного засобу як припинено Ford E-Series і Dodge Ram Van.
Термін "Chevrolet van" також відноситься до всієї серії фургонів, проданих Chevrolet. Перший Chevrolet van був випущений в 1961 році на платформі Corvair, і останній Chevrolet van у виробництві є Chevrolet Express.
G20 і його колеги замінили оригінальний Chevrolet Corvair Greenbrier van, який виготовлявся до 1965 року.
Низька вартість G20 і велика кількість варіантів зробили цей фургон популярним серед всіх різних видів професій, від сантехніків до громадського харчування.

## Перше покоління  (1964-1966)

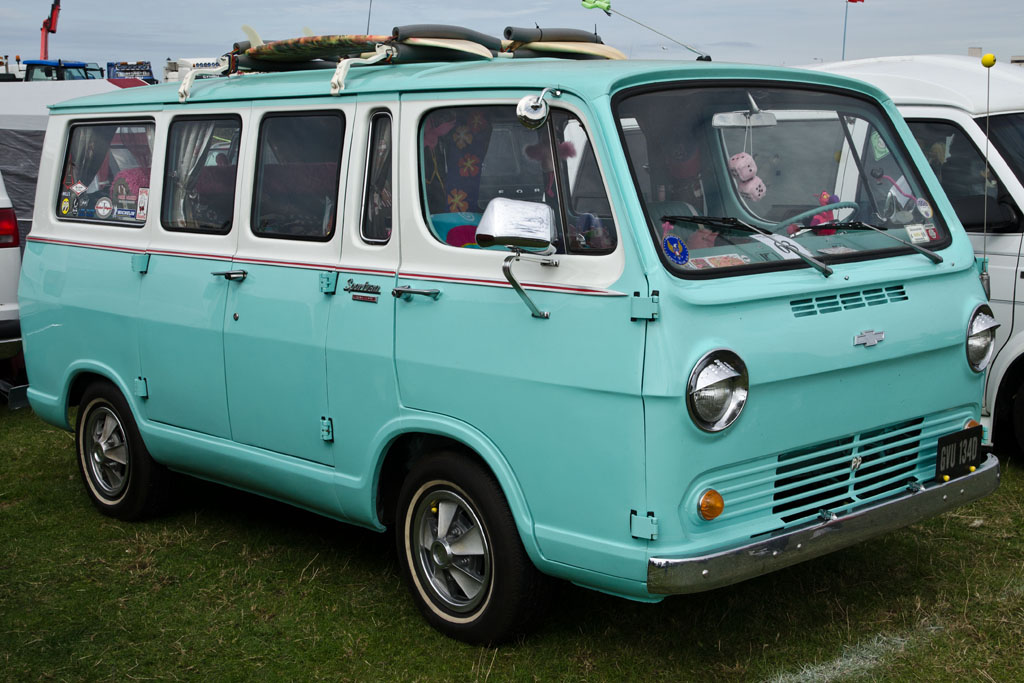
Chevrolet Van 1 (1964-1966)

Першим фургоном General Motors був фургон Chevrolet Greenbrier або Corvan на базі Chevrolet Corvair, представлений у 1961 році, у якому використовувався задній шестициліндровий двигун із повітряним охолодженням, натхненний автобусом Volkswagen. Виробництво Chevrolet Greenbrier припинилося в 1965 модельному році.
Перше покоління фургона Chevrolet з індексом G-10 виготовлялось з 1964 по 1966 рік. General Motors бачив ринок компактного фургона на основі модифікованої платформи легкового автомобіля, щоб конкурувати з вже успішними Ford Econoline і Dodge A100. Фургон Chevrolet 1964 року випуску мав кабіну, винесену вперед, із двигуном, розміщеним у «собачій будці» між передніми сидіннями та позаду них. Розташування водія на передній осі з двигуном біля передніх коліс у міжнародному масштабі називається транспортним засобом «кабіна над». Двигуни та гальма були отримані від Chevy II, більш традиційного компактного автомобіля, ніж Chevrolet Corvair.
Модель також продавалася GMC як "Handi-Van". Фургони першого покоління були доступні лише з короткою колісною базою 90 дюймів і продавалися лише зі стандартним двигуном 153 cu in (2,5 л) 90 к.с. Перше покоління впізнається за цільним плоским лобовим склом. Перший фургон Chevrolet 1964 року спочатку продавався та продавався як панельний фургон із суто утилітарними цілями. Вікна були доступні як опція, але були просто розрізані з боків на заводі. У 1965 році Chevrolet додав «Sportvan», вікна якого були вбудовані в кузов. GMC продавала свій віконний фургон під назвою «Handi-Bus». Встановлені на заводі кондиціонери, гідропідсилювачі керма та електроприводи гальм були відсутні у фургонах першого покоління.

### Двигуни
- 2.5 L I4
- 3.2 L I6
- 3.8 L I6

## Друге покоління (1967-1970)

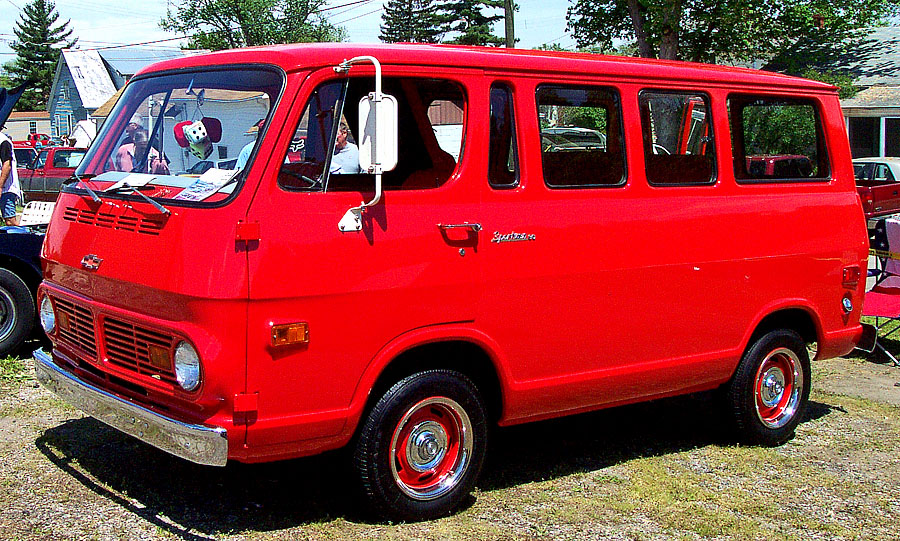
Chevrolet Van 2 (1967-1970)

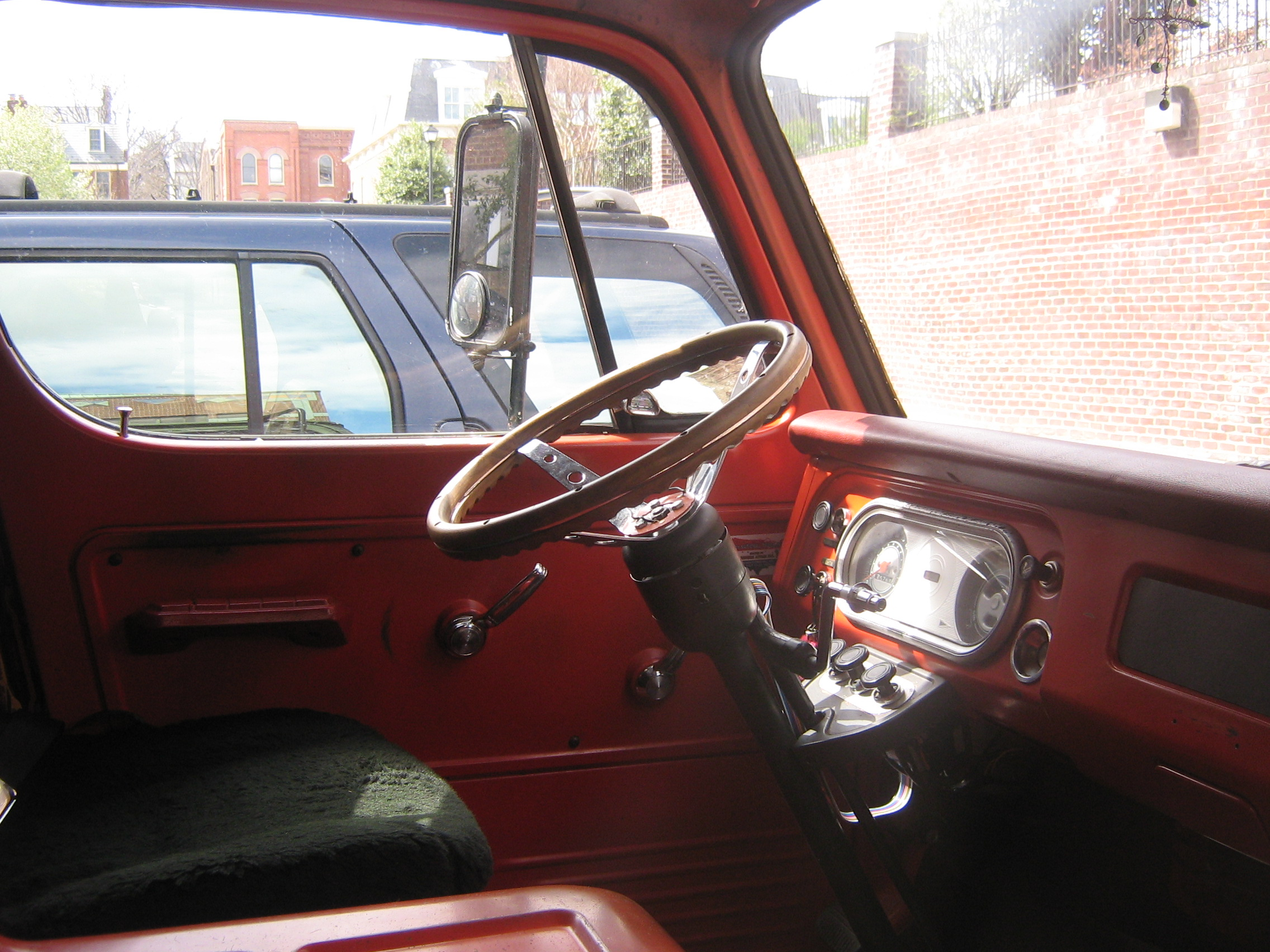

У 1967 році фургон Chevrolet отримав значну реконструкцію салону та екстер’єру. Конструкцію передньої кабіни керування було збережено, але кабіну подовжили, розширили та трохи перемістили, щоб встановити додатковий малоблоковий двигун Chevrolet V8. Охолодження двигуна було покращено завдяки додаванню додаткового більшого радіатора поперечного потоку та оновленої передньої частини, яка включала низькопрофільний тунель, який пропускає більше свіжого повітря до радіатора. Фургони другого покоління були доступні з колісною базою 90 або 108 дюймів (2286 або 2743 мм). Підсилювач керма та «звичайний» кондиціонер (з вентиляційними отворами та елементами керування) ніколи не були доступні на фургоні другого покоління.

### Двигуни
- 3.8 L I6
- 4.1 L I6
- 4.6 L V8
- 5.0 L V8
- 5.7 L V8

## Третє покоління (1971-1996)
У квітні 1970 року GM представила фургони G-серії третього покоління як автомобілі 1971 модельного року. У результаті повного редизайну модельної лінійки фургони прийняли конфігурацію з переднім розташуванням двигуна (до кузова додали капот). Використовуючи цільне шасі, фургони третього покоління отримали механічні компоненти від пікапів C/K другого та третього поколінь.
Початкова реклама 1970 року наголошувала на внутрішньому просторі зі слоганом «Chevrolet запускає космічний корабель». Це нагадування космічній програмі США, коли транспортний засіб з’являється вертикально на сторінці, імітуючи запуск ракети.
Фургони G-серії третього покоління, які вироблялися протягом 25 років, стали однією з найдовше вироблених автомобільних платформ, розроблених General Motors.

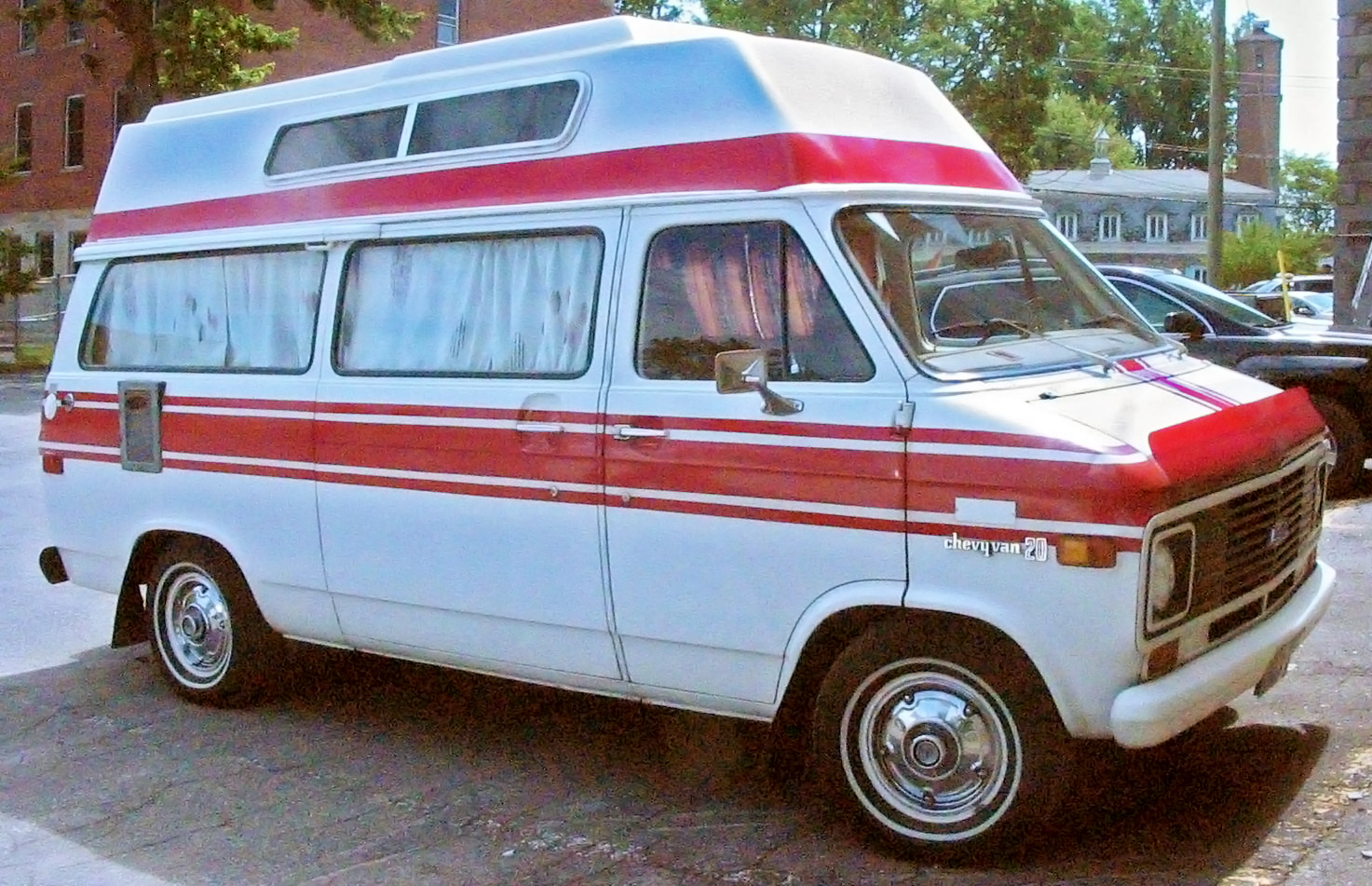
Chevrolet Van 3 (1971-1977)
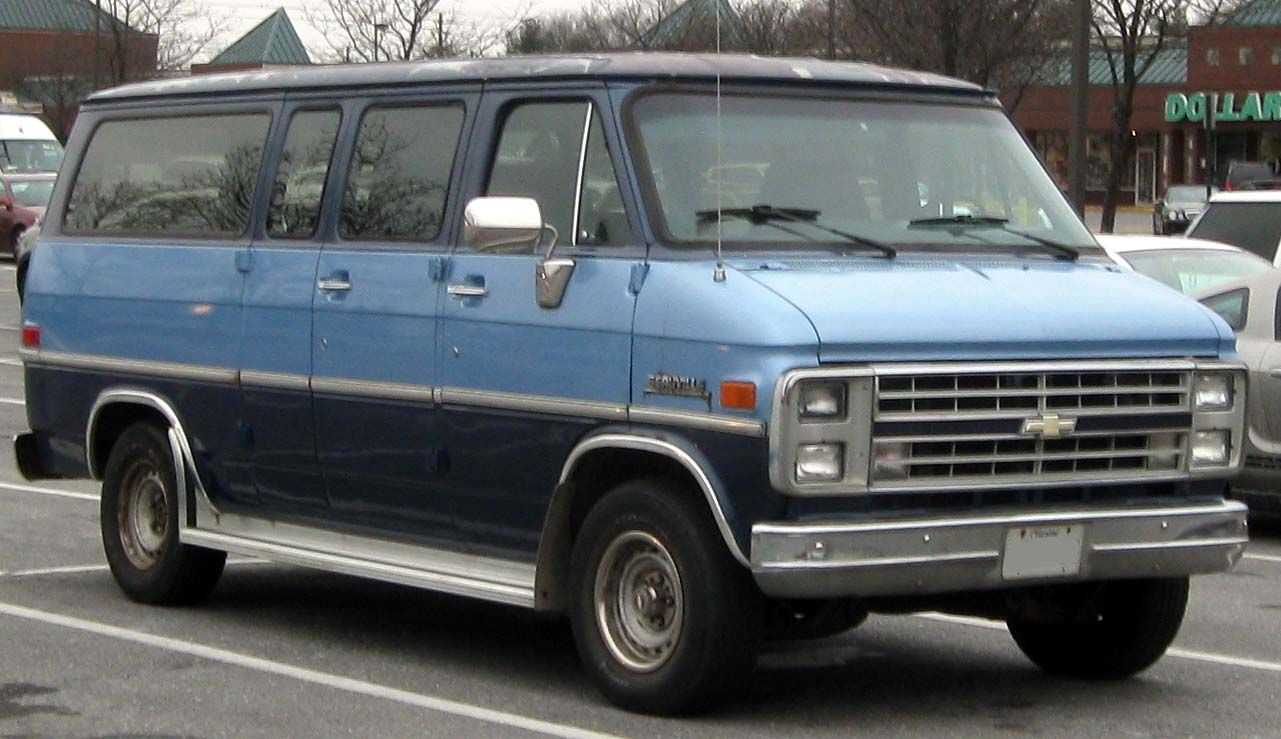
Chevrolet Van 3 (1977-1992)
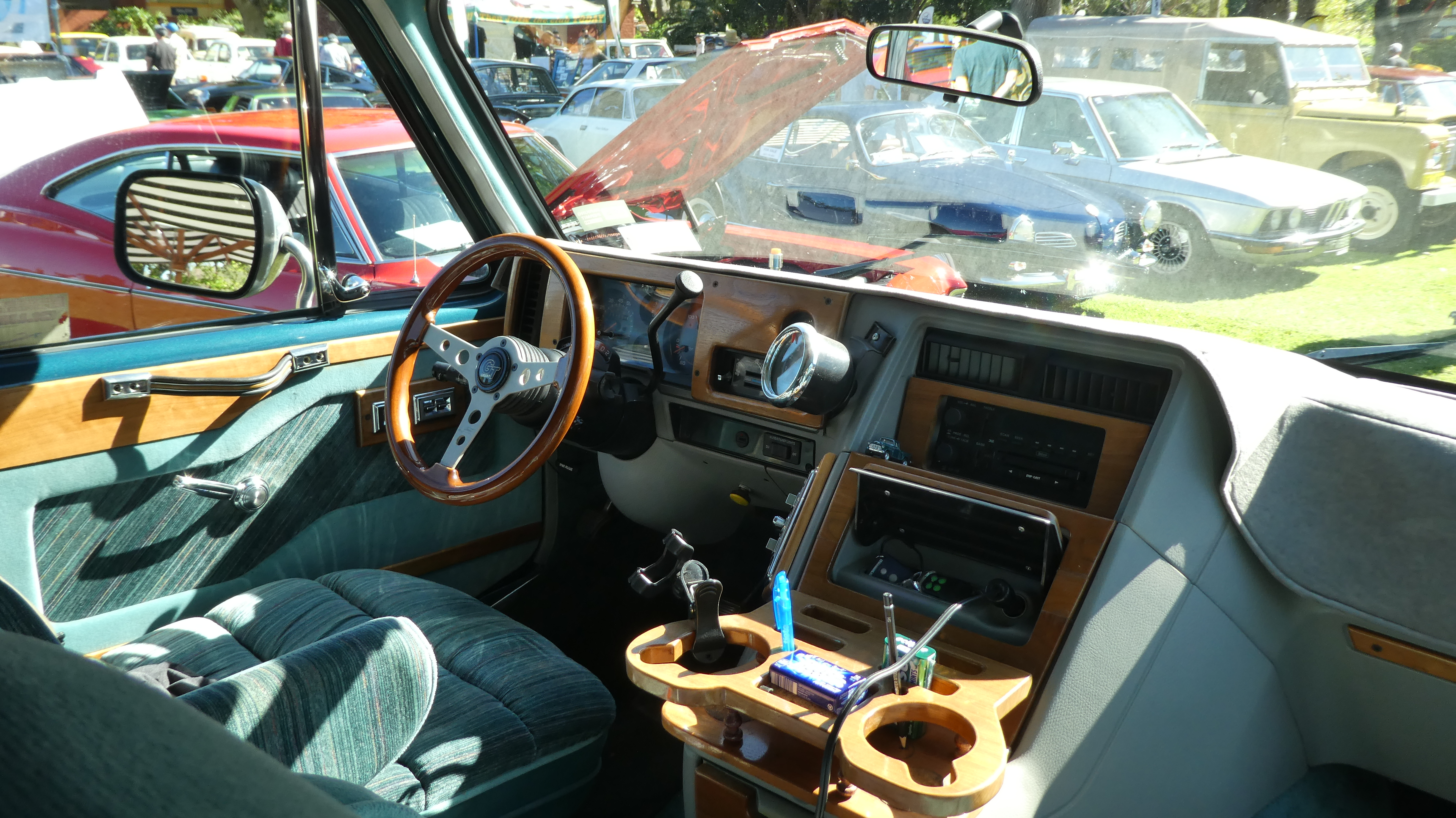

### Двигуни
- 4.1L I6
- 4.3L V6
- 5.0L V8
- 5.7L V8
- 7.4L V8
- 6.2L diesel V8 (1982–93)
- 6.5L diesel V8 (1994–96)